# Czarny korsarz (film)
Czarny korsarz (wł. Il corsaro nero) – włoski film przygodowy z 1976 roku w reżyserii Sergia Sollimy, zrealizowany na podstawie powieści Emilia Salgariego pod tym samym tytułem. Występuje również pod dosłownym tłumaczeniem tytułu z jęz. angielskiego – Czarny pirat (Black Pirate), pod którym jednak nigdy nie był w Polsce emitowany.

## Fabuła
Tytułowy Czarny Korsarz to pirat grasujący po Morzu Karaibskim, łupiący hiszpańskie i holenderskie statki. Nie jest jednak typowym opryszkiem, w rzeczywistości to książę Emilio di Roccabruna – człowiek honoru o wielkim i szlachetnym sercu. Od kiedy jego dwaj bracia – Czerwony Korsarz i Zielony Korsarz zostają podstępnie zabici przez holenderskiego namiestnika w służbie króla Hiszpanii Van Goulda, poprzysięga krwawą zemstę i wraz z przyjaciółmi ściga go żądny krwi. Cała sytuacja zmienia się, gdy w jego ręce, na jednym z zagarniętych galeonów wpada piękna Honorata, jak się wkrótce okazuje córka Van Goulda.

## Obsada
- Kabir Bedi – Czarny Korsarz
- Carole André – Honorata Van Gould
- Mel Ferrer – Van Gould
- Angelo Infanti – Morgan
- Jackie Basehart – Czerwony Korsarz
- Niccolò Piccolomini – Zielony Korsarz
- Tony Renis – José
- Sonja Jeannine – Yara
- Edoardo Faieta – L'Olonnais
- Mariano Rigillo – książę di Lerma
- Dagmar Lassander – markiza di Bermejo

## Produkcja
Zdjęcia kręcono w Cartagena de Indias w Kolumbii.